# Női 100 méteres síkfutás a 2020. évi nyári olimpiai játékokon
A 2020. évi nyári olimpiai játékokon az atlétika női 100 méteres síkfutás versenyszámát 2021. július 30–31. között rendezték a tokiói olimpiai stadionban. Az aranyérmet a címvédő jamaicai Elaine Thompson-Herah nyerte új olimpiai csúccsal, 10,61-es idővel.
A kvalifikáció során 11,15 másodperc volt a szintidő.

## Rekordok
A versenyt megelőzően a következő rekordok voltak érvényben:
| Világrekord     | Florence Griffith Joyner (USA) | 10,49 | Indianapolis, Amerikai Egyesült Államok | 1988. július 16.     |
| Olimpiai rekord | Florence Griffith Joyner (USA) | 10,62 | Szöul, Dél-Korea                        | 1988. szeptember 24. |

A döntőben új olimpiai rekord született:
| Olimpiai rekord | Elaine Thompson-Herah (JAM) | 10,61 | Tokió, Japán | 2021. augusztus 3. |

## Eredmények
Az időeredmények másodpercben értendők. A rövidítések jelentése a következő:
| - OR: olimpiai rekord - AR: kontinens rekord - NR: országos rekord - PB: egyéni legjobb eredménye | - SB: 2021-ben az addigi legjobb eredménye - DNS: nem indult a futamon - DNF: nem ért célba |

### Előfutamok
Minden előfutam első három helyezettje automatikusan az negyeddöntőbe jutott. Az összesített eredmények alapján a legjobb idővel rendelkező, helyezés alapján nem továbbjutó versenyző jutott a negyeddöntőbe.
1. előfutam
| H | Pálya | Név                      | Nemzet                     | Reakcióidő     | E     | Mj    |
| - | ----- | ------------------------ | -------------------------- | -------------- | ----- | ----- |
| 1 | 6     | Natacha Ngoye Akamabi    | Kongói Köztársaság (CGO)   | 0,124          | 11,47 | Q, SB |
| 2 | 8     | Maggie Barrie            | Sierra Leone (SLE)         | 0,142          | 11,53 | Q, SB |
| 3 | 5     | Amya Clarke              | Saint Kitts és Nevis (SKN) | 0,155          | 11,67 | Q     |
| 4 | 9     | Djénébou Danté           | Mali (MLI)                 | 0,169          | 12,12 | SB    |
| 5 | 1     | Hadel Aboud              | Líbia (LBA)                | 0,126          | 12,70 | PB    |
| 6 | 2     | Bashair Obaid Al-Manwari | Katar (QAT)                | 0,142          | 13,12 | PB    |
| 7 | 7     | Kamia Yousufi            | Afganisztán (AFG)          | 0,157          | 13,29 | NR    |
| 8 | 3     | Alba Mbo Nchama          | Egyenlítői-Guinea (GEQ)    | 0,148          | 13,36 | PB    |
| 9 | 4     | Amed Elna                | Comore-szigetek (COM)      | 0,161          | 14,30 | PB    |
|   |       |                          |                            | Szél: +0,3 m/s |       |       |

2. előfutam
| H | Pálya | Név                  | Nemzet             | Reakcióidő     | E     | Mj    |
| - | ----- | -------------------- | ------------------ | -------------- | ----- | ----- |
| 1 | 3     | Fasihi Farzaneh      | Irán (IRI)         | 0,142          | 11,76 | Q     |
| 2 | 8     | Azreen Nabila Alias  | Malajzia (MAS)     | 0,168          | 11,77 | Q, PB |
| 3 | 4     | Mudhawi Al-Shammari  | Kuvait (KUW)       | 0,167          | 11,82 | Q     |
| 4 | 5     | Regine Tugade-Watson | Guam (GUM)         | 0,135          | 12,17 | SB    |
| 5 | 7     | Charlotte Afriat     | Monaco (MON)       | 0,131          | 12,35 |       |
| 6 | 9     | Silina Pha Aphay     | Laosz (LAO)        | 0,170          | 12,41 | SB    |
| 7 | 6     | Hsieh Hsi-en         | Tajvan (TPE)       | 0,171          | 12,49 | PB    |
| 8 | 2     | Sarswati Chaudhary   | Nepál (NEP)        | 0,158          | 12,91 | SB    |
| 9 | 1     | Yasmeen Al-Dabbagh   | Szaúd-Arábia (KSA) | 0,153          | 13,34 |       |
|   |       |                      |                    | Szél: +0,5 m/s |       |       |

3. előfutam
| H | Pálya | Név                | Nemzet                   | Reakcióidő     | E     | Mj    |
| - | ----- | ------------------ | ------------------------ | -------------- | ----- | ----- |
| 1 | 9     | Joella Lloyd       | Antigua és Barbuda (ANT) | 0,179          | 11,55 | Q     |
| 2 | 5     | Asimenye Simwaka   | Malawi (MAW)             | 0,164          | 11,76 | Q, NR |
| 3 | 7     | Alvin Tehupeiory   | Indonézia (INA)          | 0,194          | 11,89 | Q, SB |
| 4 | 1     | Carla Scicluna     | Málta (MLT)              | 0,152          | 12,11 | q     |
| 5 | 4     | Hanna Barakat      | Palesztina (PLE)         | 0,164          | 12,16 | NR    |
| 6 | 8     | Mazoon Al-Alawi    | Omán (OMA)               | 0,191          | 12,35 |       |
| 7 | 3     | Aissata Deen Conte | Guinea (GUI)             | 0,157          | 12,43 | PB    |
| 8 | 6     | Matie Stanley      | Tuvalu (TUV)             | 0,159          | 14,52 | PB    |
| 9 | 2     | Houlèye Ba         | Mauritánia (MTN)         | 0,147          | 15,26 | PB    |
|   |       |                    |                          | Szél: +0,8 m/s |       |       |

### Negyeddöntők
Minden negyeddöntő első három helyezettje automatikusan az elődöntőbe jutott. Az összesített eredmények alapján további három futó került az elődöntőbe.
1. negyeddöntő
| H | Pálya | Név                   | Nemzet                   | Reakcióidő     | E     | Mj    |
| - | ----- | --------------------- | ------------------------ | -------------- | ----- | ----- |
| 1 | 5     | Teahna Daniels        | Egyesült Államok (USA)   | 0,136          | 11,04 | Q     |
| 2 | 4     | Dina Asher-Smith      | Nagy-Britannia (GBR)     | 0,103          | 11,07 | Q     |
| 3 | 8     | Murielle Ahouré       | Elefántcsontpart (CIV)   | 0,132          | 11,16 | Q, SB |
| 4 | 7     | Go Man-csi (Ge Manqi) | Kína (CHN)               | 0,149          | 11,20 | q     |
| 5 | 6     | Salomé Kora           | Svájc (SUI)              | 0,146          | 11,25 |       |
| 6 | 9     | Marije van Hunenstijn | Hollandia (NED)          | 0,158          | 11,27 | SB    |
| 7 | 2     | Joella Lloyd          | Antigua és Barbuda (ANT) | 0,173          | 11,54 |       |
| 8 | 3     | Asimenye Simwaka      | Malawi (MAW)             | 0,161          | 11,68 | NR    |
|   |       |                       |                          | Szél: -0,1 m/s |       |       |

2. negyeddöntő
| H | Pálya | Név                   | Nemzet                   | Reakcióidő     | E     | Mj     |
| - | ----- | --------------------- | ------------------------ | -------------- | ----- | ------ |
| 1 | 7     | Elaine Thompson-Herah | Jamaica (JAM)            | 0,158          | 10,82 | Q      |
| 2 | 5     | Mujinga Kambundji     | Svájc (SUI)              | 0,111          | 10,95 | Q, =NR |
| 3 | 6     | Tatjana Pinto         | Németország (GER)        | 0,164          | 11,16 | Q      |
| 4 | 4     | Khamica Bingham       | Kanada (CAN)             | 0,156          | 11,21 | q      |
| 5 | 3     | Rosângela Santos      | Brazília (BRA)           | 0,180          | 11,33 | SB     |
| 6 | 9     | Kelly-Ann Baptiste    | Trinidad és Tobago (TTO) | 0,150          | 11,48 |        |
| 7 | 8     | Vittoria Fontana      | Olaszország (ITA)        | 0,149          | 11,53 |        |
| 8 | 2     | Alvin Tehupeiory      | Indonézia (INA)          | 0,189          | 11,92 |        |
|   |       |                       |                          | Szél: +0,1 m/s |       |        |

3. negyeddöntő
| H | Pálya | Név                                | Nemzet                 | Reakcióidő     | E     | Mj     |
| - | ----- | ---------------------------------- | ---------------------- | -------------- | ----- | ------ |
| 1 | 4     | Alexandra Burghardt                | Németország (GER)      | 0,133          | 11,08 | Q      |
| 2 | 6     | Javianne Oliver                    | Egyesült Államok (USA) | 0,150          | 11,15 | Q      |
| 3 | 9     | Anna Bongiorni                     | Olaszország (ITA)      | 0,147          | 11,35 | Q      |
| 4 | 7     | Rhoda Njobvu                       | Zambia (ZAM)           | 0,130          | 11,40 | (,394) |
| 5 | 8     | Liang Csiao-csing (Liang Xiaojing) | Kína (CHN)             | 0,159          | 11,40 | (,396) |
| 6 | 5     | Tristan Evelyn                     | Barbados (BAR)         | 0,125          | 11,42 |        |
| 7 | 3     | Maggie Barrie                      | Sierra Leone (SLE)     | 0,148          | 11,45 | SB     |
| 8 | 2     | Fasihi Farzaneh                    | Irán (IRI)             | 0,143          | 11,79 |        |
|   |       |                                    |                        | Szél: -0,4 m/s |       |        |

4. negyeddöntő
| H | Pálya | Név                   | Nemzet                     | Reakcióidő     | E     | Mj     |
| - | ----- | --------------------- | -------------------------- | -------------- | ----- | ------ |
| 1 | 4     | Marie-Josée Ta Lou    | Elefántcsontpart (CIV)     | 0,161          | 10,78 | Q, =AR |
| 2 | 7     | Daryll Neita          | Nagy-Britannia (GBR)       | 0,107          | 10,96 | Q, PB  |
| 3 | 5     | Crystal Emmanuel      | Kanada (CAN)               | 0,148          | 11,18 | Q      |
| 4 | 6     | Lorène Bazolo         | Portugália (POR)           | 0,134          | 11,31 |        |
| 5 | 3     | Maja Mihalinec Zidar  | Szlovénia (SLO)            | 0,130          | 11,54 | SB     |
| 6 | 9     | Ángela Tenorio        | Ecuador (ECU)              | 0,137          | 11,59 |        |
| 7 | 2     | Amya Clarke           | Saint Kitts és Nevis (SKN) | 0,153          | 11,71 |        |
| - | 8     | Vitória Cristina Rosa | Brazília (BRA)             | -              | DNS   | -      |
|   |       |                       |                            | Szél: -0,3 m/s |       |        |

5. negyeddöntő
| H | Pálya | Név                          | Nemzet            | Reakcióidő     | E     | Mj    |
| - | ----- | ---------------------------- | ----------------- | -------------- | ----- | ----- |
| 1 | 4     | Shelly-Ann Fraser-Pryce      | Jamaica (JAM)     | 0,128          | 10,84 | Q     |
| 2 | 5     | Ajla Del Ponte               | Svájc (SUI)       | 0,131          | 10,91 | Q, NR |
| 3 | 6     | Nzubechi Grace Nwokocha      | Nigéria (NGR)     | 0,161          | 11,00 | Q, PB |
| 4 | 7     | Gina Bass                    | Gambia (GAM)      | 0,134          | 11,12 | q, NR |
| 5 | 2     | Rafaéla Spanoudaki-Hatziriga | Görögország (GRE) | 0,133          | 11,45 |       |
| 6 | 8     | Inna Eftimova                | Bulgária (BUL)    | 0,145          | 11,46 |       |
| 7 | 9     | Dutee Chand                  | India (IND)       | 0,148          | 11,54 |       |
| 8 | 3     | Carla Scicluna               | Málta (MLT)       | 0,178          | 12,16 |       |
|   |       |                              |                   | Szél: +1,3 m/s |       |       |

6. negyeddöntő
| H | Pálya | Név                     | Nemzet                   | Reakcióidő     | E     | Mj |
| - | ----- | ----------------------- | ------------------------ | -------------- | ----- | -- |
| 1 | 7     | Blessing Okagbare       | Nigéria (NGR)            | 0,147          | 11,05 | Q  |
| 2 | 5     | Asha Philip             | Nagy-Britannia (GBR)     | 0,110          | 11,31 | Q  |
| 3 | 6     | Tynia Gaither           | Bahama-szigetek (BAH)    | 0,141          | 11,34 | Q  |
| 4 | 9     | Krystsina Tsimanouskaya | Fehéroroszország (BLR)   | 0,149          | 11,47 |    |
| 5 | 8     | María Isabel Pérez      | Spanyolország (ESP)      | 0,151          | 11,51 |    |
| 6 | 3     | Natacha Ngoye Akamabi   | Kongói Köztársaság (CGO) | 0,137          | 11,52 |    |
| 7 | 2     | Azreen Nabila Alias     | Malajzia (MAS)           | 0,173          | 11,91 |    |
|   |       |                         |                          | Szél: -0,1 m/s |       |    |

7. negyeddöntő
| H | Pálya | Név                      | Nemzet                   | Reakcióidő     | E     | Mj     |
| - | ----- | ------------------------ | ------------------------ | -------------- | ----- | ------ |
| 1 | 6     | Michelle-Lee Ahye        | Trinidad és Tobago (TTO) | 0,123          | 11,06 | Q      |
| 2 | 5     | Shericka Jackson         | Jamaica (JAM)            | 0,170          | 11,07 | Q      |
| 3 | 7     | Jenna Prandini           | Egyesült Államok (USA)   | 0,148          | 11,11 | =SB, Q |
| 4 | 8     | Diana Vaisman            | Izrael (ISR)             | 0,132          | 11,27 | SB     |
| 5 | 4     | Hana Basic               | Ausztrália (AUS)         | 0,147          | 11,32 |        |
| 6 | 2     | Vej Jung-li (Wei Yongli) | Kína (CHN)               | 0,174          | 11,48 | SB     |
| 7 | 9     | Jasmine Abrams           | Guyana (GUY)             | 0,148          | 11,49 |        |
| 8 | 3     | Mudhawi Al-Shammari      | Kuvait (KUW)             | 0,167          | 11,81 |        |
|   |       |                          |                          | Szél: -0,2 m/s |       |        |

### Elődöntők
Minden elődöntő első két helyezettje automatikusan az elődöntőbe jutott. Az összesített eredmények alapján további két futó került a döntőbe.
1. elődöntő
| H | Pálya | Név                   | Nemzet                 | Reakcióidő     | E     | Mj  |
| - | ----- | --------------------- | ---------------------- | -------------- | ----- | --- |
| 1 | 4     | Elaine Thompson-Herah | Jamaica (JAM)          | 0,157          | 10,76 | Q   |
| 2 | 6     | Ajla del Ponte        | Svájc (SUI)            | 0,109          | 11,01 | Q   |
| 3 | 7     | Dina Asher-Smith      | Nagy-Britannia (GBR)   | 0,148          | 11,05 |     |
| 4 | 8     | Jenna Prandini        | Egyesült Államok (USA) | 0,149          | 11,11 | =SB |
| 5 | 2     | Khamica Bingham       | Kanada (CAN)           | 0,150          | 11,22 |     |
| 6 | 3     | Tynia Gaither         | Bahama-szigetek (BAH)  | 0,130          | 11,31 |     |
| 7 | 9     | Tatjana Pinto         | Németország (GER)      | 0,163          | 11,35 |     |
| — | 5     | Blessing Okagbare     | Nigéria (NGR)          | —              | —     | DNS |
|   |       |                       |                        | Szél: +0,0 m/s |       |     |

Megjegyzés: Blessing Okagbare pozitív doppingteszt miatt nem indulhatott.
2. elődöntő
| H | Pálya | Név                   | Nemzet                   | Reakcióidő     | E     | Mj        |
| - | ----- | --------------------- | ------------------------ | -------------- | ----- | --------- |
| 1 | 5     | Marie-Josee Ta Lou    | Elefántcsontpart (CIV)   | 0,147          | 10,79 | (,784), Q |
| 2 | 6     | Shericka Jackson      | Jamaica (JAM)            | 0,147          | 10,79 | (,787), Q |
| 3 | 4     | Michelle-Lee Ahye     | Trinidad és Tobago (TTO) | 0,132          | 11,00 | SB        |
| 4 | 7     | Alexandra Burghardt   | Németország (GER)        | 0,151          | 11,07 |           |
| 5 | 9     | Javianne Oliver       | Egyesült Államok (USA)   | 0,166          | 11,08 |           |
| 6 | 2     | Crystal Emmanuel      | Kanada (CAN)             | 0,149          | 11,21 |           |
| 7 | 3     | Go Man-csi (Ge Manqi) | Kína (CHN)               | 0,145          | 11,22 |           |
| 8 | 8     | Asha Philip           | Nagy-Britannia (GBR)     | 0,134          | 11,30 |           |
|   |       |                       |                          | Szél: -0,2 m/s |       |           |

3. elődöntő
| H | Pálya | Név                     | Nemzet                 | Reakcióidő     | E     | Mj    |
| - | ----- | ----------------------- | ---------------------- | -------------- | ----- | ----- |
| 1 | 5     | Shelly-Ann Fraser-Pryce | Jamaica (JAM)          | 0,136          | 10,73 | Q     |
| 2 | 7     | Mujinga Kambundji       | Svájc (SUI)            | 0,128          | 10,96 | Q     |
| 3 | 6     | Teahna Daniels          | Egyesült Államok (USA) | 0,144          | 10,98 | q, PB |
| 4 | 4     | Daryll Neita            | Nagy-Britannia (GBR)   | 0,135          | 11,00 | q     |
| 5 | 9     | Nzubechi Grace Nwokocha | Nigéria (NGR)          | 0,142          | 11,07 |       |
| 6 | 2     | Gina Bass               | Gambia (GAM)           | 0,140          | 11,16 |       |
| 7 | 8     | Murielle Ahouré         | Elefántcsontpart (CIV) | 0,124          | 11,28 |       |
| 8 | 3     | Anna Bongiorni          | Olaszország (ITA)      | 0,159          | 11,38 |       |
|   |       |                         |                        | Szél: +0,3 m/s |       |       |

### Döntő
| H     | Pálya | Név                     | Nemzet                 | Reakcióidő     | E     | Mj     |
| ----- | ----- | ----------------------- | ---------------------- | -------------- | ----- | ------ |
| Arany | 4     | Elaine Thompson-Herah   | Jamaica (JAM)          | 0,150          | 10,61 | OR, NR |
| Ezüst | 5     | Shelly-Ann Fraser-Pryce | Jamaica (JAM)          | 0,139          | 10,74 |        |
| Bronz | 7     | Shericka Jackson        | Jamaica (JAM)          | 0,152          | 10,76 | PB     |
| 4     | 6     | Marie-Josée Ta Lou      | Elefántcsontpart (CIV) | 0,158          | 10,91 |        |
| 5     | 8     | Ajla Del Ponte          | Svájc (SUI)            | 0,129          | 10,97 |        |
| 6     | 9     | Mujinga Kambundji       | Svájc (SUI)            | 0,138          | 10,99 |        |
| 7     | 3     | Teahna Daniels          | Egyesült Államok (USA) | 0,144          | 11,02 |        |
| 8     | 2     | Daryll Neita            | Nagy-Britannia (GBR)   | 0,108          | 11,12 |        |
|       |       |                         |                        | Szél: -0,6 m/s |       |        |